# Loadout
Loadout (Equipamiento en inglés), fue un videojuego multijugador en línea de género shooter y de estrategia. Fue creado por la empresa de videojuegos Edge of Reality. La versión para PC se publicó en enero de 2014 y las versiones para PlayStation 4 en PlayStation Store aparecieron más tarde como contenido descargable gratuito. No se comercializó una versión para Xbox One porque, según las estadísticas, no había suficiente interés por parte de los jugadores.
Se trata de un videojuego de disparos en tercera persona con un estilo caricaturesco en 3D, que contiene humor violento, muertes por varias causas, desde disparos a la cabeza, desmembramientos, calcinamientos de cuerpos por acción del fuego, derramamiento de sangre, suicidios accidentales y personajes con indumentaria inapropiada para menores de edad, por lo cual el juego va dirigido a personas mayores de 17 años. El juego ha sido comparado con Team Fortress 2, debido a las similitudes entre ambos juegos. Se necesita una cuenta de Steam para descargarlo y jugar.
Los personajes se caracterizan por un diseño y animación bien cuidados. Hay tres personajes disponibles:
- Axl: posible parodia de John James Rambo.
- T-Bone: parodia de Mr. T, de la serie televisiva The A-Team
- Helga: Una voluptuosa mujer en el juego. Posible parodia con sobrepeso de Lara Croft.

En mayo de 2018 los servidores se dieron de baja permanente debido a la nueva ley de privacidad en internet firmada por la Unión Europea.

## Popularidad
Alrededor de dos millones de usuarios se registraron en los primeros 14 días de su lanzamiento, que invirtieron más de nueve millones de horas en el videojuego. El desarrollador dijo que Loadout había sido tan popular que lo hizo entrar en el primer día. Desde su lanzamiento, la empresa ha estado mejorando su infraestructura, pero aun teniendo problemas con la demanda del videojuego que en aquella vez estaba en su período beta.

## Modo de juego
Cada Equipamiento consiste de dos armas, un personaje y una pieza equipable, los cuales todos de ellos son completamente personalizables. Aunque exista la posibilidad de personalizar el diseño del atuendo del personaje, se debe pagar con dinero real para poder adquirir los atuendos, En cuanto al resto, sin incluir la cantidad de arsenales, se puede canjear ítems y accesorios de armas con el denominado Blutonio (Blutes en inglés), que son los puntos que se obtienen al ganar en una partida, o también al subir de nivel o aumentar la experiencia del jugador.
En el juego existen tres modos de juegos, los cuales son los siguientes:

### Casual
Este es el modo habitual del juego. Es una mezcla aleatoria de varios juegos que tienen como objetivo realizar una misión que equivale a ganar puntos y completarlos antes que el equipo adversario o también tener más puntaje que el otro cuando se acabe el tiempo. Se pueden jugar con otras personas conectadas en línea, o jugar cooperativamente contra robots, lo cual este último es recomendado para principiantes. Participan de dos a cuatro jugadores por partida (los cuatro restantes son robots controlados por CPU).
Los juegos aleatorios se dividen en 5 categorías, las cuales son los siguientes:

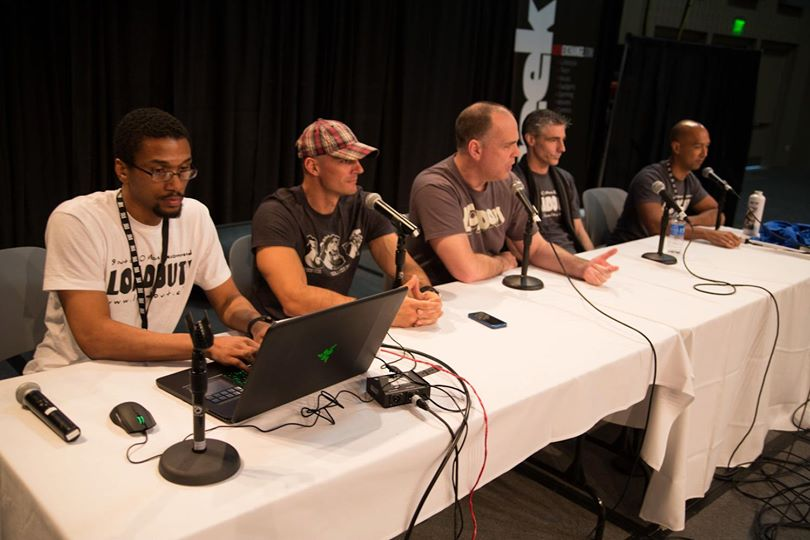
El equipo desarrollador de Loadout en el panel Geek discutiendo sobre el proceso de desarrollo del videojuego en el SXSW Gaming Expo 2013.

Bombardeo: (Blitz en inglés) Aquí, los jugadores deben defender un punto de control activado designado y luchar contra otros que intenten apoderarse de ella. En la parte de arriba de la pantalla hay una barra de energía que muestra en ambos extremos el nivel de apoderamiento del punto de control. Se debe defender cierto control hasta que toda la barra de energía se llene a tope, ganando un total de 500 puntos por cada control conseguido. 
Robo a muerte: (Death Snatch en inglés) Se debe asesinar a cualquier integrante del equipo enemigo, de modo que cuando es eliminado, deja un tubo de Blutonio en el piso, que al recogerlo, se gana 100 puntos por cada botín. Si un aliado ha sido eliminado, y el tubo de aluminio aún no lo ha recogido el enemigo, se debe recuperarlo de inmediato.
Dominación: (Domination en inglés) El objetivo es localizar los tres puntos de control (A, B y C) que se encuentran alrededor del mapa. Al encontrar un punto de control, el jugador debe estar cerca del mismo para que se recargue y se ize la bandera de su equipo hasta que se recargue por completo, ya que si se aleja del punto de control sin haberse terminado por completo, el proceso de recarga se detendrá automáticamente. Mientras que un punto de control esté activado por uno de los bandos, estará rellenando puntos al equipo correspondiente, lo cual cuando más puntos estén activados, más cantidad de puntos será otorgada con rapidez lo cual es lo siguiente: 
- Un punto de control: 5 puntos por segundo.
- Dos puntos de control: 10 puntos por segundo.
- Tres puntos de control: 15 puntos por segundo.

Extracción: (Extraction en inglés) Consiste en que uno de los integrantes del equipo, que es el recolector, debe conseguir puntos mediante la recolección de Blutonio cristalizado y llevarlo a una máquina de molición de Blutonio más cercano, que hay un total de cinco máquinas en el mapa. Se consigue 100 puntos por cada Blutonio llevado a la máquina moledora. El recolector está identificado por el ícono de radiación (/), el cual, el resto del equipo tiene el objetivo de tanto asesinar al recolector enemigo, como proteger al recolector del mismo. Si el recolector es eliminado, otro jugador del mismo equipo es seleccionado al azar como nuevo recolector.
Robamartillos: (Jackhammer en inglés) El equipo debe robar el martillo del enemigo que se encuentra al otro extremo del mapa, en donde el enemigo también tendrá el mismo objetivo. Al encontrar y recoger el martillo, deberá llevarlo al lugar en donde también se encuentra el martillo del equipo, de modo que cuando ambos martillos sean colocados en el mismo cuarto, se obtiene un puntaje que varía entre los 500 y 700 puntos. si resulta que al llegar con el martillo del oponente, el martillo del mismo aún sigue en manos del enemigo, no se podrá colocar en la ranura al menos que los demás jugadores consigan recuperar el objeto. 
Al tener cierto martillo, se puede utilizar para despedazar de una sola intención a los enemigos que intenten quitársela, y además es la única arma que podrá utilizarla mientras la transporta a la base. Si se intenta cambiar de arma, se soltará inmediatamente el martillo.

### Competitivo
Sirve para competir contra otros jugadores para una clasificación, algo parecido a un torneo. Disponible a partir del nivel 10.

### Partida personalizada
Este próximamente será desbloqueado para tener partidas y combates privados en las que sólo amigos puedan acceder a ella.

### Clases de armas
El videojuego consta de 5 tipos de armas: Cuatro son de ataque y uno es de equipamiento, Los cuáles son:

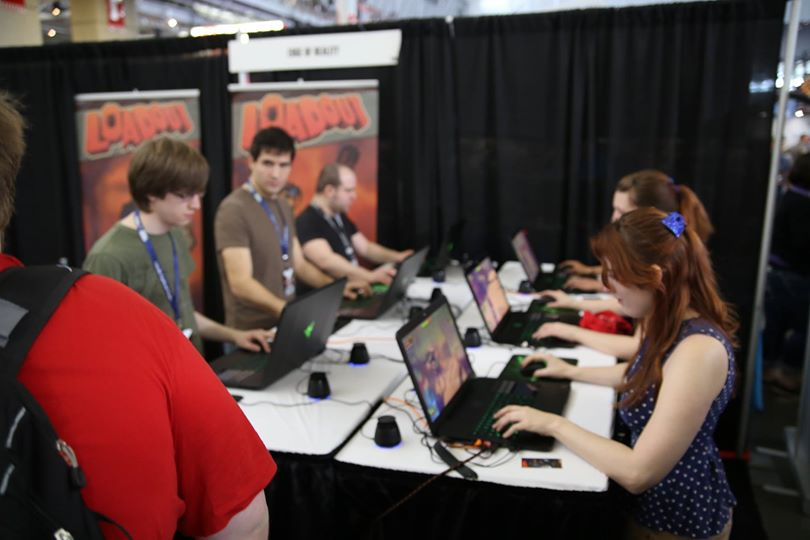
Jugadores probando el juego y a la vez compitiendo entre ellos en el AMD Fan Day Event en 2012.

Rifle: Arma que consta de municiones que ocasionan daños al enemigo. Dependiendo el equipamiento del rifle y sus modificaciones, pueden causar daño más rápidamente.
Lanzacohetes: Se pueden modificar hasta el punto en que puede disparar 3 cohetes al mismo tiempo. Tiempo de recarga moderado.
Pulso: Por lo general son bolas de metal con púas que infligen un daño promedio. Son muy útiles si se les añaden cargas de Pyros (bolas de fuego que al contacto causan daños por un corto tiempo) o Teslas (Bolas de electricidad que al causan más daños, y pueden hacer un arco a enemigos cercanos causando una cadena de daños).
Rayo: A diferencia de otras armas que cuando se les acaba la munición se tardan en recargar, esta, a medida que se disparan, se van recalentando poco a poco, y al llegar al recalentarse al 100%, tardan tres segundos sin poder disparar hasta que empiezan a reducirse a cero. Se recomienda no disparar innecesariamente prolongado. Son muy útiles si se le colocan cargas como los de Salud, el cual al disparar a un aliado, se le otorga salud instantánea, o también cargas como El Jugo, que se utiliza para reforzar y dar vitalidad a los aliados, otorgándoles velocidad y fuerza extra. Ambas cargas dan energía tanto al aliado como al jugador a la vez.
Equipamiento: Este último sirve como complemento para mejorar la ayuda en el combate, ya sea para perjudicar a los enemigos, o fortalecer y dar ventajas al equipo. Se dividen en tres categorías:
- Granadas: Por sí solas causan más daño dependiendo el alcance al enemigo, también pueden causarle daño al jugador si no tiene cuidado al lanzarlas. Mediante modificaciones se pueden convertir desde granadas de Salud, pasando por granadas de Tesla y Fuego, hasta de Buffeo.

- Personal: Estas otorgan habilidad e incluso defensa al jugador. Tales objetos son el Escudo, que protege al jugador del acribillamiento, Botas cohete, que permiten volar al jugador, y el Disfraz, que sirve para engañar al enemigo.

- Desplegables: Tiene como único principal una Torreta, que esta es útil para proteger ciertos puntos en el juego de enemigos cuando están cerca de ella. Se le puede agregar también cargas como de Salud, Fuente de equipamiento, e inclusive puede ser utilizado reaparecer cerca de donde se ha instalado, entre otros. Este dispositivo del equipo contrincante puede ser destruido siendo disparado hasta que se le acabe la barra de energía, o destrozado de una sola vez golpeándolo a puño limpio.

## Árbol tecnológico
El árbol tecnológico es un esquema en donde se visualizan las tablas de ítems, accesorios para arma, cargas y todo tipo de equipamiento el cual se debe canjearlos por cierta cantidad de blutonios ganados en el juego para su adquisición. Cuanto más ítems tenga el jugador, más ventajas tendrá a la hora de combatir contra sus oponentes.

## Recepción y crítica
Metacritic dio una puntuación de 7.2 añadiendo que "Es un juego adictivo en el que los jugadores crean y personalizan sus armas extravagantes para usarlos con furia. Un juego de acción que promete distinguirse de la amplia gama de títulos de videojuegos de género combate moderno." Ranking basado en un total de 407 votaciones.
La página web inglesa ManaPool Criticó a Loadout como "un juego muy explosivo, ridículamente cómica su nivel de violencia y el diseño del mapa generalmente bueno, tomando ventaja de las diferentes elevaciones de las arenas de combate, que están muy diversificadas, e incluyendo varios caminos transitables a través del campo de batalla. Lo único estresante del juego, a veces, es que fuerza al jugador a comprar ítems y ropa para su personaje con dinero real", con una puntuación de 7.9 de ranking.
El sitio web God is a geek catalogó a Loadout cuya jugabilidad era muy buena, alegando también que "Su ranking está únicamente otorgado a este juego que consideramos verdaderamente digno del dinero duramente invertido del jugador", con una puntuación de 8.0.